# Josef Steiner (Maler)
Josef Steiner (* 17. September 1899 in München; † 16. September 1977 ebenda) war ein deutscher Maler und Grafiker, Expressionist und Mitglied der Berliner Secession.
Der Meisterschüler von Karl Hofer stellte um 1930 mit den wichtigsten Künstlern der modernen Kunst wie Otto Dix, Alexej von Jawlensky und Wassily Kandinsky aus und pflegte Freundschaften mit Max Pechstein, Willy Jaeckel und George Grosz. Max Liebermann ernannte Josef Steiner zum Juror für Kunstausstellungen in Berlin. Von 1928 bis 1937 erlebte Josef Steiner seine künstlerische Berliner Hochblütezeit und wurde in renommierten Kunstzeitschriften häufig publiziert und auf Titelseiten neben Ernst Barlach und Lyonel Feininger präsentiert. Auf dem Höhepunkt seiner Karriere verlor er unter dem NS-Regime sein Werk und wurde wegen Hochverrats und staatsfeindlicher Gesinnung verhaftet und in einem Hinrichtungsgefängnis inhaftiert. Es folgte die endgültige „Entartung“ mit Berufsverbot. Josef Steiner lebte ab 1940 zwanzig Jahre in bitterster Armut in München und arbeitete als freischaffender Künstler. Allerdings war er 1942 auf der Großen Deutschen Kunstausstellung in München mit einer Radierung (Kinderbildnis) vertreten.
Ab 1955 beschäftigte er sich erstmals intensiv mit der modernen „Präinformellen Kunst“ und „Informellen Kunst“ und es gelang ihm ein künstlerisches Comeback, auch aufgrund seines markanten Postexpressionismus. Seine Werke wurden durch verschiedene Ausstellungen in inländischen und ausländischen Museen und Galerien bekannt.

## Biografie

### Familie und Jugend
Josef Steiner wurde am 17. September 1899 in München-Sendling geboren, als Sohn des Münchener Bildhauers und Restaurators Josef Steiner d. Ä. (1873–1931) und dessen Ehefrau Josephina Steiner, geb. Wiesinger. Er war der Älteste von drei Kindern. Von seiner Schwester Frieda ist nur wenig bekannt, während der jüngste Bruder Karl Steiner (1908–1984) sich in den 1970er Jahren einen Namen als Bildhauer in Bad Kreuznach machte. Bereits als Kind zeichnete Josef Steiner mit Begeisterung und favorisierte in der Werktagschule das Fach „Zeichnen“. Er war Schüler der Werktagschule in der Blumenstraße in München vom 4. September 1905 bis Juli 1913. Nach dem 8. Schuljahr wechselte er auf die Städtische Fachschule in der Münchener Luisenstraße und besuchte dort vom 11. September 1913 bis 14. Juli 1915 den Fachbereich für Bauhandwerker. Gleichzeitig besuchte er die „Städtische Gewerbeschule für Zeichnen und Modellieren“ an der Westenrieder Straße.

### Studium und frühes Schaffen, Münchener Frühzeit
Ab 1. Oktober 1913 besuchte Josef Steiner schon im Alter von 14 Jahren die Städtische Gewerbeschule in München an der Westenrieder Straße. Er studierte Bildhauerei bei Karl Killer. Als junger Student merkte er bald, dass seine Zukunft eher in der zweidimensionalen Kunst des Zeichnens und Malens lag. Des Weiteren studierte Steiner Malerei bei Hans Fleischmann. Sein Studium an der Münchener Gewerbeschule dauerte von 1913 bis 1917. Die frühen Zeichnungen und Radierungen zeugen vom Talent des jungen Künstlers, der bereits im Alter von 14 bis 17 Jahren qualitätsvolle Graphiken hervorbrachte. Das erste druckgraphische Werk mit dem Titel Frühling entstand im Jahr 1914. Steiners Studium an der Münchener Gewerbeschule wurde 1918 jäh abgebrochen, da er im letzten Jahr des Ersten Weltkrieges als Soldat rekrutiert wurde.
Nach dem Ersten Weltkrieg besuchte Josef Steiner ab dem Wintersemester 1918 die Bayerische Akademie der Bildenden Künste in München und studierte in der Naturzeichenklasse bei Angelo Jank. Er belegte vor allem die Themengebiete Porträt- und Aktstudien sowie Landschafts- und Tierstudien.
Dass Josef Steiner schon nach einem Jahr die Münchener Kunstakademie verließ, hatte mehrere Gründe. Obwohl er eine gute Akademieausbildung genoss, fehlte ihm die progressive Ausrichtung nach moderner Kunst. Darüber hinaus kamen private Umstände hinzu. Steiner lernte während seines Münchener Studiums 1919 die ältere Kunststudentin Gertrud Schaefer (1882–1969) kennen. Diese war zu dieser Zeit Studienrätin für Kunstunterricht in Berlin und nahm ein Fortbildungsstudium in München wahr. In Berlin bestanden ihrerseits gute Kontakte zur Künstleravantgarde und sie hatte ab 1908 eine langjährige Freundschaft mit Max Pechstein. Aus dem 19-jährigen Kunststudenten Josef Steiner und der 37-jährigen Kunstlehrerin wurde ein Paar und im Frühjahr 1920 erfolgte Steiners Umzug nach Berlin. Im Juli 1921 heirateten die beiden in Berlin-Schöneberg.

### Berliner Frühzeit

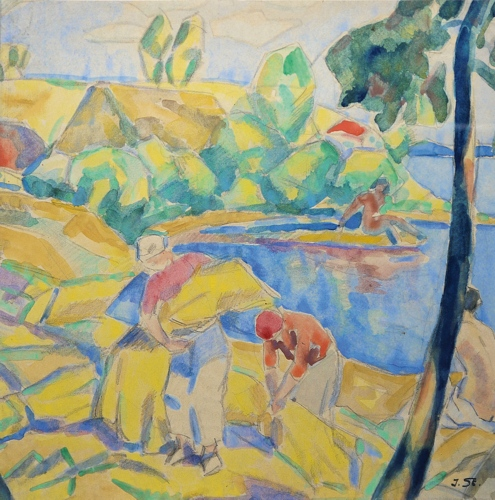
Josef Steiner: Schnitter und badende Frauen am See, großes Aquarell, monogrammiert (um 1921/23)

Josef Steiner und seine Ehefrau Gertrud Schaefer wohnten in der Eisenacher Straße 64 in Berlin-Schöneberg. Steiner besuchte die Akademische Hochschule für die Bildenden Künste in Berlin-Charlottenburg. Dort studierte er bei Hans Meid, der eine Radierklasse leitete und dabei vorwiegend den Impressionismus in der Druckgraphik vertrat.
Anscheinend fühlte sich Josef Steiner auch bei diesem Impressionisten stilistisch nicht beheimatet und wechselte bereits am 18. November 1920, also zum Wintersemester 1920/21, zu Karl Hofer. Steiner erkannte im Expressionismus seinen zukünftigen Stil und in seinem Akademieprofessor Hofer den maßgebenden Lehrer seines Lebens. Dieser prägte den jungen Josef Steiner wie kein anderer und zwar stilistisch in der Art des Expressionismus und des expressiven Realismus sowie bezüglich der Motivwahl. Das folgende Kunstschaffen von Josef Steiner ist von diesem „Hofer-Duktus“ gekennzeichnet. Mit dem Akademiestudium bei Hofer fand Steiner den Ursprung seines stilistischen Tuns und Seins: den Expressionismus. Steiner wurde vier Jahre später Meisterschüler von Hofer.
Dem Neuberliner kam der Expressionismus in geballter, überwältigender Form entgegen. Gertrud Steiner-Schaefers Freundschaft mit Max Pechstein, dem großen Meister des deutschen Expressionismus, ging auch auf Josef Steiner über und er verehrte diese Künstlerpersönlichkeit der Berliner Moderne ebenso. In kürzester Zeit begriff er diese moderne, revolutionäre Kunstrichtung und setzte den Expressionismus bereits im zweiten Jahr seiner Berliner Akademiezeit um.

### Berliner Hochblütezeit

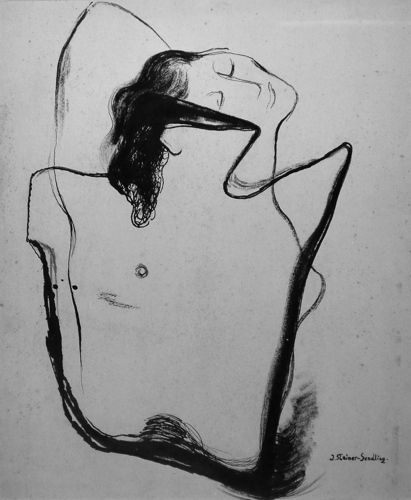
Josef Steiner: Liebe (Originaltitel), große Tuschezeichnung, signiert (um 1933)

Im Gegensatz zu vielen anderen Themen gestaltete Josef Steiner das Sujet „Natur“ zumeist nicht nach den stilistischen Prinzipien des Expressionismus. Er blieb bewusst der alten Tradition verhaftet, indem er vorwiegend impressionistisch zeichnete und radierte. Seine Radierungen sind geprägt durch außergewöhnliche Feinheit und Präzision. Vor allem die großformatigen Druckgrafiken zeugen von seiner meisterlichen Radierkunst. Grafiken Steiners fanden Anerkennung und erhielten positive Ausstellungs-Rezensionen.
Josef Steiner, der ab 1923 Mitglied der Berliner Secession war, nahm von 1928 bis 1931 an deren großen Kunstausstellungen und der „Juryfreien“ mit bemerkenswertem Erfolg teil. Der junge Josef Steiner stellte mit den besten Künstlern der Zeit um 1930 aus, wie z. B. Willi Baumeister, Max Beckmann, Otto Dix, Max Ernst, George Grosz, Karl Hofer, Karl Hubbuch, Alexej von Jawlensky, Wassily Kandinsky, Paul Klee, Rudolf Levy, Frans Masareel, Max Pechstein, Oskar Schlemmer, Rudolf Schlichter, Karl Schmidt-Rottluff und Lesser Ury. Er avancierte zu einem anerkannten und erfolgreichen Kunstmaler und Graphiker.
Eine umfangreiche Liste von Kunstausstellungen mit Beteiligung von Josef Steiner unterstreicht seine damalige Wertschätzung, z. B. die „Große Berliner Kunstausstellung im Schloss Bellevue“ von 1930, wo er u. a. mit Max Slevogt und erneut mit Alexej von Jawlensky seine Werke exponierte. Während von Jawlensky sein Werk Warmes Licht präsentierte und Max Slevogt Die Pfälzer Freunde darbot, stellte Josef Steiner sein Gemälde Das einsame Haus aus.
Mit steigendem Bekanntheitsgrad nannte sich der Künstler Josef Steiner-Sendling. Er hatte ab 1928 auch in Hamburg beachtliche Erfolge, als er im Hamburger Kunstverein und Graphischen Kabinett Maria Kunde von 1928 bis 1937 bei vielen Ausstellungen erfolgreich war und lobende Rezensionen erhielt. 1924 bekamen Gertrud und Josef Steiner eine Tochter namens Gabriele.
In der Zeit der künstlerischen Hochblüte um 1926 bis 1936 war die Welt der Steiners in Berlin noch heil und von Erfolg gekrönt. Neben ideeller Wertschätzungen verdiente er mit seinen Werken gutes Geld. Seine langjährige Mitgliedschaft in der Berliner Secession, sein fundiertes Akademiestudium als Hofer-Meisterschüler, seine erfolgreichen Teilnahmen an großen Berliner Secessionsausstellungen, seine guten Ausstellungskritiken und der steigende Bekanntheitsgrad durch Publikationen in Kunstmagazinen und großen Tageszeitungen – all dies realisierte auch der Präsident und Ehrenpräsident der Berliner Secession und Berliner Kunstakademie-Professor Max Liebermann. Dieser bedeutende Vertreter des deutschen Impressionismus und Mitgestalter der Berliner Kunstpolitik protegierte Josef Steiner von 1930 bis kurz vor 1933. Aufgrund der Wertschätzung von Philipp Franck und durch Empfehlungen von Geheimrat Ludwig Pallat konnte Josef Steiner ab 1926 viele Jahre als Zeichenlehrer am Friedenauer Gymnasium, an der Fichte-Realschule, an dem Städtischen Lyzeum Fontane-Schule und am Werner-Siemens-Realgymnasium zeitweise unterrichten.
Nach Steiners Berliner Akademiestudium ist noch eine deutliche Steigerung seiner Porträtqualitäten festzustellen. Steiners künstlerische Stilpalette hatte sich stark erweitert. Außer dem in München geformten Spätimpressionismus kam neben dem vorrangigen Expressionismus nunmehr der Stil der „Neuen Sachlichkeit“ hinzu.
Im graphischen Werk von Josef Steiner stellt das Tier-Sujet eine wichtige Komponente dar und gilt als ein wesentlicher Bestandteil seines künstlerischen Erfolgs in der Berliner Hochblütezeit. Viele zeitgenössische Rezensionen lobten Steiner als hervorragenden Tiermaler und vor allem als begnadeten Graphiker in der Darstellung des Federviehs.
Unter Berücksichtigung des um 1930 aufkommenden Nationalsozialismus und ab 1933 existierenden NS-Regimes gewinnen Steiners Kassandra-Motive besondere Bedeutung. Er erkannte den unheilvollen Zeitgeist mit dem politisch immer stärker werdenden Nationalsozialismus. Der schon seit jeher liberal eingestellte Künstler kritisierte mit Symbolik und Allegorie die einsetzende Repression und alles beherrschende Diktatur unter Adolf Hitler und setzte sich damit großer Gefahr aus.
Josef Steiner lernte um 1927 eine Frau kennen, die das „unbekannte“ Berliner Aktmodell seiner künstlerischen Hochblüte wurde. Diese dunkelhaarige, mollige Frau war damals etwa 30 Jahre alt. Obwohl diese Dame immer wieder, zwar mit expressionistischen oder kubistischen Stilmitteln abstrahiert, im Akt-Werk von Josef Steiner vorkommt und fast ein Jahrzehnt das diesbezügliche Hauptmotiv bildet, blieb deren Gesicht und Identität bislang unbekannt. Josef Steiner hütete dieses Geheimnis bis in den Tod. Die frivolen Motive bestückten viele Kunstausstellungen mit großem Verkaufserfolg. Doch solche provokanten, „unmoralischen“ Aktmotive passten nicht in das nationalsozialistische Kunstverständnis und wurden zusammen mit anderen schwerwiegenden Konstellationen zum Verhängnis des Künstlers. Auch heute zählen diese lustvollen und zugleich gesellschaftsreflektierenden Aktszenen zu den kostbarsten Bildern von Josef Steiner und nehmen einen hohen Stellenwert in seinem Werk ein. Das „unbekannte“ Berliner Aktmodell war auch des Künstlers Muse und heimliche Geliebte.
Es folgte die Scheidung von Ehefrau Gertrud am 2. August 1935. Josef Steiner nahm sich eine Wohnung samt Atelier in der Schöneberger Straße 25, am Schöneberger Ufer gelegen. Im Jahr 1936 erreichte der Bekanntheitsgrad des Künstlernamens „Josef Steiner-Sendling“ in Berlin und im Norden Deutschlands trotz Scheidung seinen Höhepunkt. Ungeachtet der mittlerweile bei nationalsozialistischen Kritikern in Verruf geratenen Aktgenres von Josef Steiner, war dieser allerdings auch seit geraumer Zeit für seine Natur-Graphiken bekannt. 1936 engagierte die Berliner Tageszeitung Berliner Tageblatt Josef Steiner zwecks Illustration der Sonderbeilage Haus, Hof und Garten. Im Rahmen dieser Zeitungs-Publikationen, lieferte Steiner viele Zeichnungen von heimischen und exotischen Pflanzen. Die Auflagenhöhe betrug 100.000 Zeitungsexemplare.

### Berliner Spätzeit, „Entartung“
Nach anfangs verhaltenen Problemen mit dem frühen NS-Regime hinsichtlich öffentlicher Rezensionswarnungen und bösartiger Kritiken in Bezug auf Josef Steiners künstlerischer Nähe zu Georges Braque und Pablo Picasso, wurde es für Steiner von Jahr zu Jahr immer gefährlicher, expressionistische und kubistische Kunst zu schaffen. Gleiches gilt für die Thematik „Akt“, denn erotisch-provokante Sujets standen nicht im Einklang mit dem nationalsozialistischen Verständnis von „deutscher Kunst“. Steiner war seit 1936 mit dem nationalsozialistischen Rundumschlag gegen die Moderne Kunst und spätestens mit dem Erlass vom 30. Juni 1937, der vorgab, „deutsche Verfallkunst auszuwählen und sicherzustellen“, künstlerisch vogelfrei. Er, als  „Entarteter“, hatte bei Missachtung Ausstellungsverbot und schwere Strafen zu erwarten.
Josef Steiner wurde wegen Hochverrats verhaftet und vom 30. Juli 1937 bis 7. August 1937 als politischer Gefangener im Politischen Gefängnis Berlin am Alexanderplatz inhaftiert, seine Existenz beschlagnahmt oder vernichtet. Es folgte die Verlegung am 7. August 1937 in das Hinrichtungsgefängnis Berlin-Plötzensee. Nach über achtmonatiger NS-Gefangenschaft erlangte Josef Steiner am 7. April 1938 wieder seine Freiheit. Dass er überhaupt freikam, nicht hingerichtet bzw. sein Urteil entschieden abgemildert wurde, hatte er in erster Linie seinem Freund André François-Poncet, dem französischen Botschafter in Berlin zu verdanken, der bei Hitler und Goebbels eine Demarche einbrachte. Nach acht Monaten in Plötzensee war Josef Steiner dennoch ein gebrochener Mann. Der sensible Künstler wurde zu einem geschundenen Opfer des willkürlichen NS-Regimes, denn seine Gefangenschaft bestand aus einem Spektrum von körperlichen und seelischen Misshandlungen, bis hin zu Todesängsten und elementaren Entbehrungen sowie bleibenden Gesundheitsschäden.
Am 16. Januar 1939 erfolgte das offizielle „Entartungs-Urteil“ der „Reichskammer der bildenden Künste“ gegen Josef Steiner.

### Zweite Münchener Zeit
Im September 1939 wurde Josef Steiner erneut als Soldat für den Zweiten Weltkrieg eingezogen. Anfang 1941 erlitt er einen Streifschuss am Kopf und war acht Stunden bewusstlos. Daraufhin kam der verwundete Pionier in ein Lazarett, wo der Verlust eines Schädelknochens am rechten Scheitelbein und andauernde Schwerhörigkeit diagnostiziert wurden. Im Laufe des Jahres 1941 erfolgte aufgrund der Kriegsverwundung mit Folgeschäden die Entlassung aus der Wehrmacht. Ungeachtet dessen wurde Steiner 1943 erneut in den Kriegsdienst eingezogen und musste zweimal zur „Flak“.  Aus gesundheitlichen Gründen wurde er beim Luftgaukommando München im Mai 1944 als „völlig untauglich“ entlassen.
Josef Steiner überzeugte Joseph Goebbels durch das Kinderköpfchen bzw. das Porträt der Holde Goebbels, eine handsignierte Radierung, die er dem Reichsminister zusandte, mit seiner Kunst. Er erhielt am 29. März 1940 ein persönliches Dankesschreiben von Goebbels und wurde ab dem 1. April 1942 wieder in der „Reichskammer der bildenden Künste“ in München zugelassen. Josef Steiner war nie NSDAP-Mitglied  oder einer nationalsozialistischen Organisation zugehörig. Er hielt Zeit seines Lebens ungeachtet aller politischen Widrigkeiten und Zwänge an seiner liberalen Gesinnung fest. Steiner lebte ab 1940 die meiste Zeit fast mittellos. Dem einst in Berlin so erfolgreichen Kunstmaler und Graphiker ging es nach der NS-Verfolgung und dem zweifachen Verlust seines Hab und Guts (Berliner-Gestapo-Plünderung und Münchner Bombennächte) so schlecht, dass er sich über Jahre hinweg in Kellern eine Behausung suchen musste.
Daneben erfuhr Josef Steiner im Jahr 1941 auch privates Glück. Er lernte eine ausgesprochen schöne Frau kennen, die seiner Idealvorstellung entsprach; sie wurde zu Josef Steiners neuem Hauptmodell.

### Zeit nach 1945

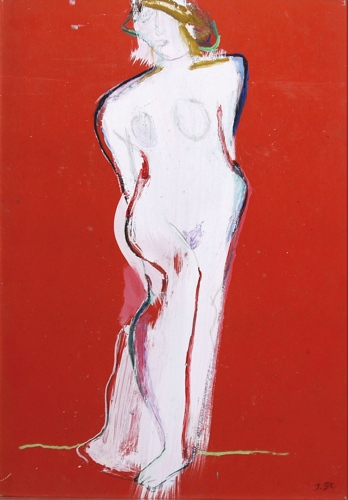
Die Weiße Dame

Nur sieben Monate nach der bedingungslosen Kapitulation des Deutschen Reichs am 8. Mai 1945 wurde Josef Steiner Mitglied im „Berufsverband Bildender Künstler München e.V.“ Aus dem Jahr 1946 existieren ein Mitgliedsausweis der „Kulturliga München“ sowie eine Mitgliedsbescheinigung des Künstlers im „Berufsverband der Berufsjournalisten in Bayern“. Die US-amerikanische Besatzungsmacht in München erteilte ihm am 31. Mai 1946 die „Licence“, die Genehmigung zur Berufsausübung als Kunstmaler und Graphiker.
Ab dem Jahr 1960 wohnte Josef Steiner in der bürgerlichen Wohnung in der Georgenstraße 59/1 bis zu seinem Lebensende.
Nicht nur zu seiner Berliner Hochblütezeit, sondern auch in seiner zweiten Münchener Zeit nach 1945 kam Josef Steiner mit namhaften Künstlerkollegen bei Ausstellungen in Kontakt, denn viele dieser richtungsweisenden Kunstmaler und Graphiker waren im „Haus der Kunst“ vertreten. Neben diesen und anderen Münchener Kunstausstellungen nahm Steiner auch außerhalb seiner Heimatstadt an zahlreichen Ausstellungen in Deutschland und später auch im Ausland teil, z. B. in Paris, London, New York und Ibiza. Außerdem erfolgten ab 1960 Studienreisen nach Österreich, Frankreich, Italien und in die Schweiz. Ab 1950 besann sich Josef Steiner wieder auf den Kubismus und erstellte etliche beachtliche Arbeiten. Gleichzeitig widmete er sich erneut dem Expressionismus, dessen Ausdrucksweise er sukzessive intensivierte.
Ab 1955 beschäftigte sich Josef Steiner erstmals intensiv mit der modernen „Präinformellen Kunst“ und „Informellen Kunst“. Damit brach für ihn eine neue Zeit an, ein künstlerisches Comeback. Seine „informellen“ Gemälde erfuhren u. a. besondere Beachtung im „Haus der Kunst“ in München und der Erfolg stellte sich allmählich wieder ein. Auch der unverkennbare, mit eigener Stilnote versehene Postexpressionismus Josef Steiners war geprägt von Ausdrucksstärke. 1964 erfolgte die Präsentation in einer großen „Josef Steiner – Kunstausstellung“ in München unter der Regie von Wolfgang Gurlitt. Der alternde Maler war mit der Kreativität seines radikalen Postexpressionismus um 1960/1965 der erst um 1980 aufkommenden Stilrichtung „Neue Wilde“ weit voraus.
Besonders in der Zeit von 1955 bis 1970 schuf der Künstler auch moderne Landschaften und unbändige Frauen- und Mädchenportraits in seinem unverkennbaren spätexpressionistischen Stil, die zu seinem Markenzeichen des Spätwerkes wurden.
Josef Steiners Gesuche hinsichtlich eines Lehramts scheiterten ebenso wie seine über 25 Jahre andauernden Gerichtsprozesse für Wiedergutmachung. Unter dem Aspekt seines erlittenen Leids, seiner Freiheits- und Existenzberaubung sowie der Beschlagnahmung seines Berliner Lebenswerkes und Hausstandes blieb ihm jegliche juristische Gerechtigkeit verwehrt. 40 Jahre nach seinem Tod zählt dieser Künstler zur „entarteten“ und vergessenen Generation.

## Ausstellungen (Auswahl)

### Einzelausstellungen
- 1929: Kunstsalon Maria Kunde, Hamburg
- 1930: Galerie Amsler & Ruthardt, Berlin
- 1934: Das Graphisches Kabinett Maria Kunde, Hamburg
- 1935: Hamburger Kunstverein, Hamburg
- 1937: Kunstsalon Maria Kunde, Hamburg
- 1954: Galerie Gurlitt, München
- 1956: Galerie Becker, Bad Kreuznach
- 1964: Galerie Wolfgang Gurlitt, München
- 1966: Krauss-Maffei-Verwaltungsgebäude, München
- 1972: Wasserburg am Inn

#### Einzelausstellungen posthum
- 1981: Staatliches Kurhaus, Bad Schwalbach
- 1982: Wehener Schloss, Heimatmuseum, Taunusstein
- 2003: Galerie Beck, Homburg/Saar
- 2005: Haus der Saarländischen Unternehmensverbände, Saarbrücken
- 2016: „50 Jahre Malerei – Von der Berliner Secession bis zum Informel“, Galerie Mutter Fourage, Berlin

### Ausstellungsbeteiligungen
- 1926: Galerie Amsler & Ruthardt, Berlin
- 1927: Galerie Hinrichsen im Künstlerhaus, Berlin
- 1928: Berliner Secession – Sommerausstellung
- 1928: Berliner Juryfreie Ausstellung, Berlin
- 1929: Berliner Secession – Sommerausstellung
- 1929: Berliner Secession – Herbstausstellung
- 1929: „Juryfreie“ Kunstschau im Landes-Ausstellungsgebäude, Berlin
- 1930: Berliner Secession – Frühjahrsausstellung
- 1930: Berliner Secession – Herbstausstellung
- 1930: „Ausstellung junger Künstler“, Ausrichter Das Kunstblatt im Reckendorfhaus Berlin, hier war Josef Steiner gleichzeitig mit Hermann Poll und Hilde Leest Mitglied der Jury[45]
- 1930: Große Berliner Kunstausstellung im Schloss Bellevue, Kartell der Vereinigten Verbände Bildender Künstler Berlin e.V., Berlin
- 1930: Ausstellung des Kunstvereins, Berlin
- 1930: Kunstmesse des „Juryfreien“, Weihnachtsausstellung, Berlin
- 1931: Berliner Secession, Große Kunstausstellung, Berlin
- 1931: Große Berliner Kunstausstellung im Schloss Bellevue, Kartell der Vereinigten Verbände Bildender Künstler Berlin e.V., Berlin
- 1931: Kunstausstellung „Josef Steiner u. a.“ Kunstsalon Maria Kunde, Hamburg
- 1932: Kunstausstellung des Vereins Berliner Künstler im Künstlerhaus, Berlin
- 1932: Allgemeine Unabhängige Ausstellung im Haus der „Juryfreien“, Berlin
- 1933: Große Berliner Kunstausstellung, Berlin
- 1934: Kunstausstellung „Josef Steiner u. a.“ Kunstsalon Maria Kunde, Hamburg
- 1936: Kunstausstellung „Josef Steiner u. a.“ Hamburger Kunstverein, Hamburg
- 1938: Kunstausstellung „Das Kunstblatt“, Berlin
- 1941: Große Deutsche Kunstausstellung im Haus der Kunst, München
- 1942: Große Deutsche Kunstausstellung im Haus der Kunst, München
- 1943: Ausstellung „Gäste des Vereins Berliner Künstler“, Tiergartenstraße, Berlin
- 1944: Kunstausstellung „Das Schiff“, Kunstverein, Flensburg
- 1946: Kunstausstellung, Gruppe Bildende Kunst, München
- 1947: Kunstausstellung, Künstlergilde Landsberg/Lech und Ammersee
- 1947: Kunstausstellung, Künstlerverband Neue Gruppe, München
- 1947: Kunstausstellung, Kunsthandlung Curt Naubert, Langensalza
- 1948: Kunstausstellung, Künstlerverband Neue Gruppe, München
- 1948: Ausstellung des Schutzverbandes Bildender Künstler, Städt. Galerie, München
- 1948: Kunstausstellung Berufsverband Bildender Künstler, München
- 1949: Kunstausstellung, Ehrenburg, Coburg
- 1952–1977: Große Kunstausstellung München / Neue Münchner Künstlergenossenschaft im Haus der Kunst
- 1954: Große Düsseldorfer Kunstausstellung
- 1954: Galerie Gurlitt, München
- 1954: 3. Alpine Kunstausstellung
- 1962: Ausstellung der Gesellschaft der Freunde junger Kunst, Kunstverein Baden-Baden
- 1962: Ausstellung „Die Welt der Gegenwart – ein Spiegel unserer Zeit“, Kunsthalle Wuppertal
- 1962: Kunstausstellung der Stadt Fulda, im Stadtschloss Fulda
- 1964: Kunstausstellung im Museo de Arte Contemporaneo, Ibiza
- 1967: Kunstausstellung, Brunnenhalle, Bad Dürkheim

#### Ausstellungsbeteiligungen posthum
- 1979: Heuson-Museum, Büdingen
- 2018: Kunstausstellung „Expressiver Realismus – Verfemte Kunst im 20. Jahrhundert“, Galerie Kunst am Gendarmenmarkt, Berlin
- 2019: Johannes Niemeyer – Josef Steiner: Wege in die Abstraktion, Gemälde – Pastelle – Zeichnungen, Galerie Mutter Fourage, Berlin